# Les Résistants du train fantôme
Pour plus de détails, voir Fiche technique et Distribution.
Les Résistants du train fantôme est un documentaire français sorti en novembre 2017. Réalisé par Jorge Amat, écrit et présenté par Guy Scarpetta, il raconte l'histoire d'un train de déportés — pour la plupart des résistants —, surnommé le Train fantôme parti de Toulouse début juillet 1944 et arrivé près de deux mois plus tard au camp de Dachau.

## Synopsis

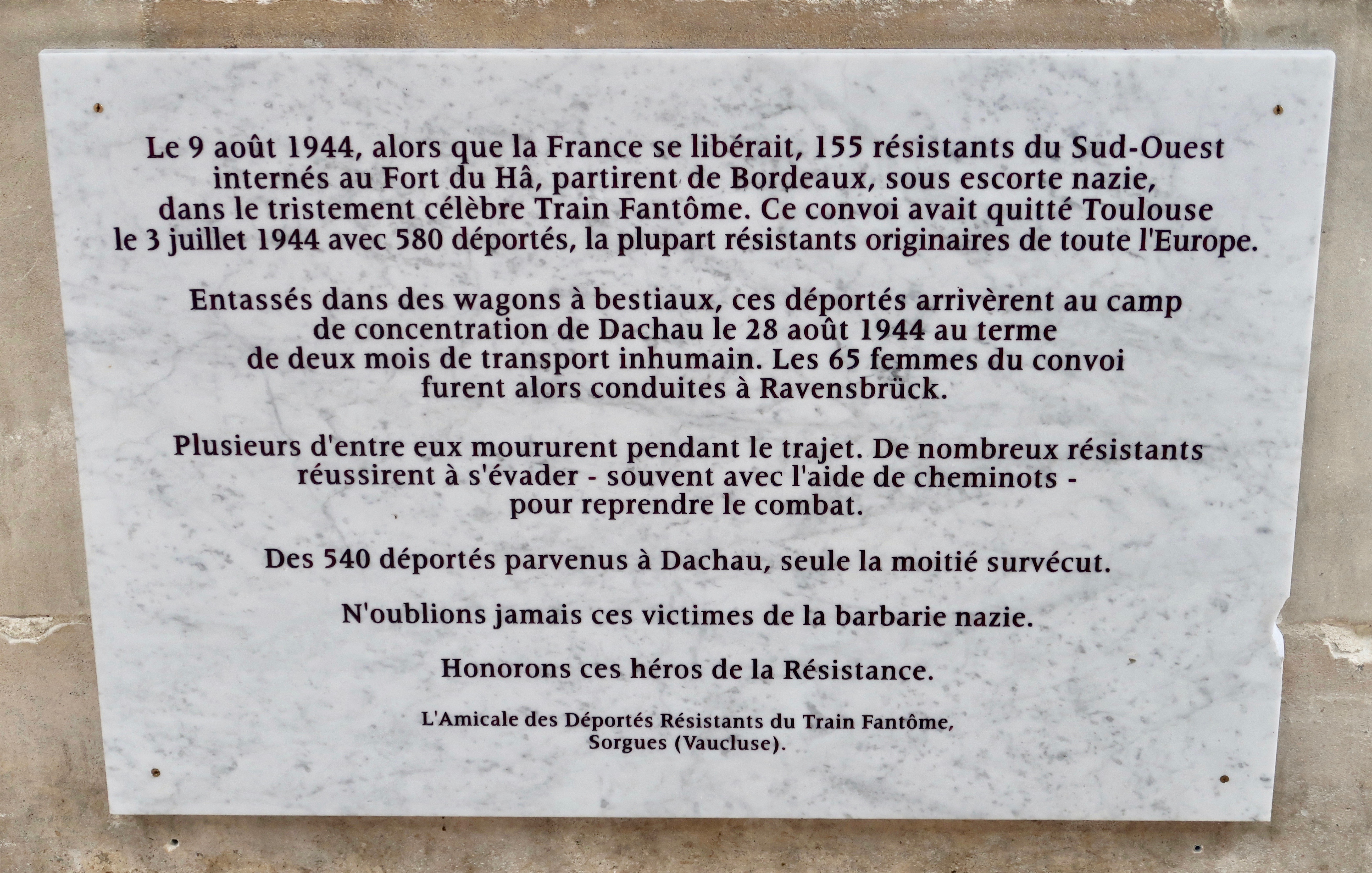
Plaque en gare de Bordeaux-Saint-Jean en hommage aux victimes du « Train fantôme ».

Ce train, qui fut un des derniers convois de déportation, transportait initialement 750 déportés. Malgré les obstacles dans une France en cours de libération de l'occupation nazie et la durée inédite de son trajet (54 jours au lieu de 3 jours d'ordinaire) — du 3 juillet à Toulouse au 28 août 1944 à Dachau —, le train est parvenu jusqu'à sa destination finale.
Environ 200 prisonniers sont parvenus à s'échapper pendant le très long trajet. 536 déportés ont été immatriculés à leur arrivée à Dachau, dont près de la moitié n'ont pas survécu aux camps. Le film alterne images d'époque et témoignages de survivants ou de proches des déportés, ainsi que de témoins ; notamment de la ville de Sorgues (Vaucluse), qui vit passer à pied les prisonniers, lors d'un de leurs transferts de train pendant ce voyage. Des cheminots y participèrent à plusieurs évasions.
Plusieurs des prisonniers ont été pris comme otages et fusillés au camp de Souge, près de Bordeaux, le 1er août 1944.

## Fiche technique
- Titre : Les Résistants du train fantôme
- Réalisation : Jorge Amat
- Scénario : Guy Scarpetta et Jorge Amat (petit-fils d'un des déportés, mort à Dachau, Guy Scarpetta lui avait consacré un livre paru en 2014, Guido[1], aux éditions Gallimard)
- Directeur de la photographie : Thierry Maybon
- Son : Didier Baulès
- Montage : Fred Gobin
- Musique : Jean-Louis Valéro
- Directeur de post-production : Alain Bonnet
- Production : Alkimia Productions
- Distributeur France : cinéma Saint-André-des-Arts
- Durée cinéma : 84 minutes
- Durée télévision : 52 minutes

## Quelques-uns des prisonniers du convoi
- Albert Lautman (fusillé à Souge)
- Raymond Lévy
- Christian de Roquemaurel, du maquis Bir-Hakeim
- Jacques Silberfeld
- Alice Bessou-Kokine
- Meyer Kokine